# Václav Aulický
Václav Aulický (*1 de marzo de 1944 Praga, Checoslovaquia) es un arquitecto checo y profesor universitario. Se graduó de la Facultad de Ingeniería Civil de la Universidad Técnica Checa en Praga. Sus edificios tienen elementos de high-tech y postmodernidad.

## Biografía
Václav Aulický nació el 1 de marzo de 1944 en Praga. En 1967 completó sus estudios de arquitectura en la Facultad de Ingeniería Civil de la Universidad Técnica Checa en Praga.
De 1967 a 1970, trabajó en el Instituto del Proyecto Militar. Aquí, en el estudio de Jiří Eisenreich, participó en el diseño del complejo de edificios Transgas en Vinohradská 6 en Praga, que fue construido entre los años 1972–1978. Su tarea era, por ejemplo, el diseño del revestimiento de los pisos superiores de edificios de gran altura, donde se utilizaba acero resistente a la intemperie, producido desde 1968 en Checoslovaquia con el nombre de producto ATMOFIX. Durante su tiempo en el Instituto del Proyecto Militar, también realizó varios viajes de estudio. Estaba, por ejemplo, en Austria, los países escandinavos o en Italia.
Ha estado trabajando para Spojprojekt desde 1974. Aquí llegó a sus propias realizaciones. Estos fueron el transmisor de televisión Hošťálkovice en Ostrava o la central telefónica en Dejvice o Hradec Králové. A finales de la década de 1970, comenzó a trabajar en el diseño de la Torre de televisión Žižkov.
Es miembro de la Cámara Checa de Arquitectos y desde 1990 de la Comunidad de Arquitectos de la República Checa. Con su esposa, la arquitecta Zdenka Aulická, tiene dos hijas y seis nietos. Dirige un estudio en Spojprojekt, que se ocupa principalmente de edificios de telecomunicaciones y transmisores.
Desde 2005 también ha trabajado en la Facultad de Arquitectura de la Universidad Técnica Checa de Praga como director del estudio. Más tarde se habilitó allí como profesor asociado.

## Realización
Václav Aulický tiene varias realizaciones en su haber. Primero diseñó objetos de telecomunicaciones, luego también otros edificios:

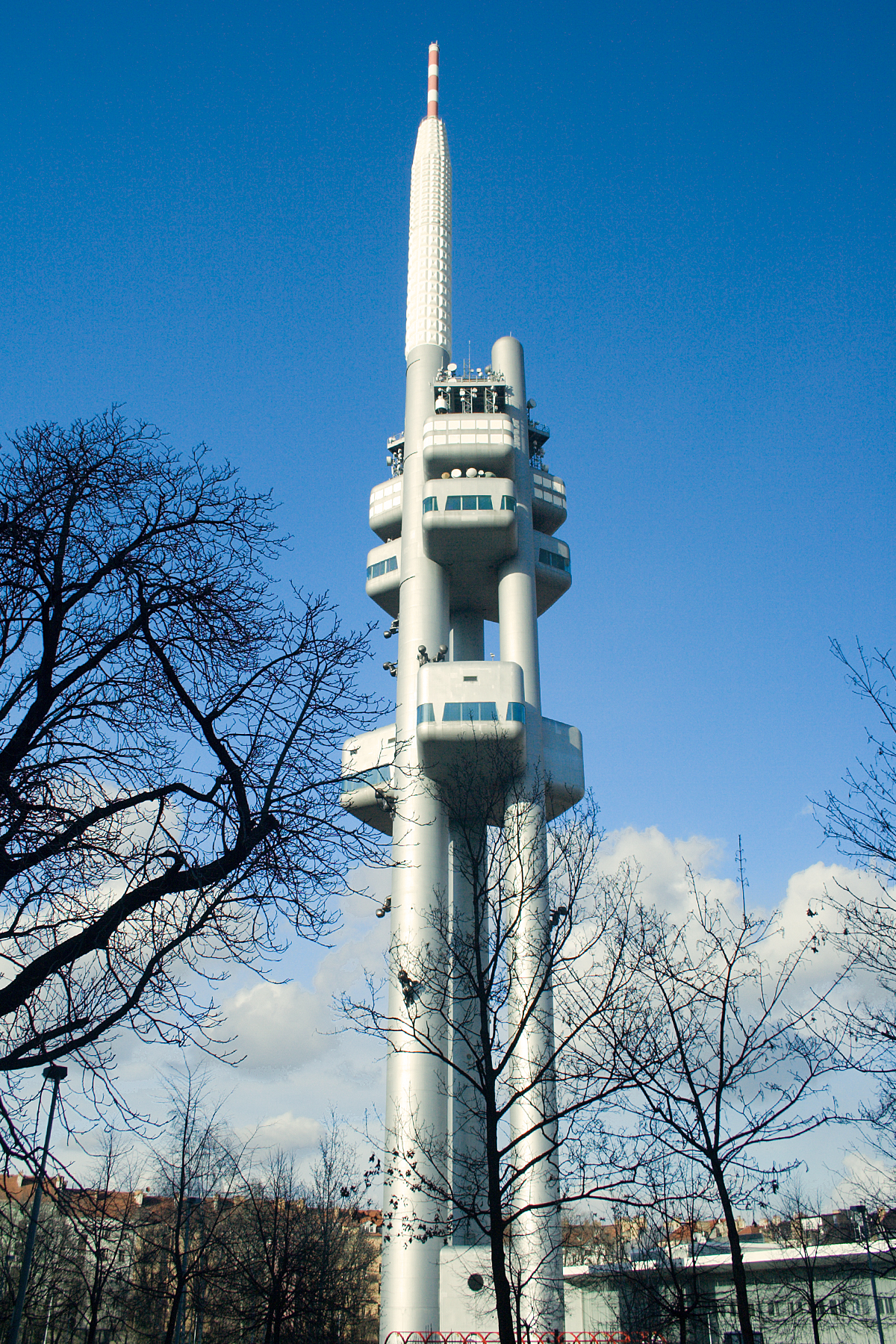
Torre de televisión Žižkov

- Transgas, Praga, Vinohrady (1978);[12]
- Central telefónica automática, Praga, Dejvice (1978);[2]
- Transmisor de televisión Hošťálkovice, Ostrava (1980);[13]
- Central telefónica de tránsito, Hradec Králové (1982) con Jindřich Malátek;[14]
- Torre de Televisión Žižkov, Praga (1992);
- Televisión checa que opera edificios, Praga, Kavčí hory (1995);
- Los edificios administrativos de Česká pojišťovna en Pankrác (1997);
- Centro Administrativo Zirkon, Praga (1997);
- Edificio Rubín, Praga, Karlín (2001);
- Polygon House, Praga, Pankrác (2004);
- Anděl Media Center, Smíchov, Praga (2004);
- Diamond Point, Praga, Karlín (2005);
- City Point, Praga, Pankrác (2005);
- City Tower, Praga, Pankrác (2008) con Richard Meier y Aleš Papp;[12]
- Trimarán, Praga, Pankrác (2018) junto con Ernsten Hoffmann, Martin Tröthan;[13]
- City Element, Praga, Pankrác (2019) en colaboración con Martin Tröthan y Jindřich Sová.[12]

## Galería

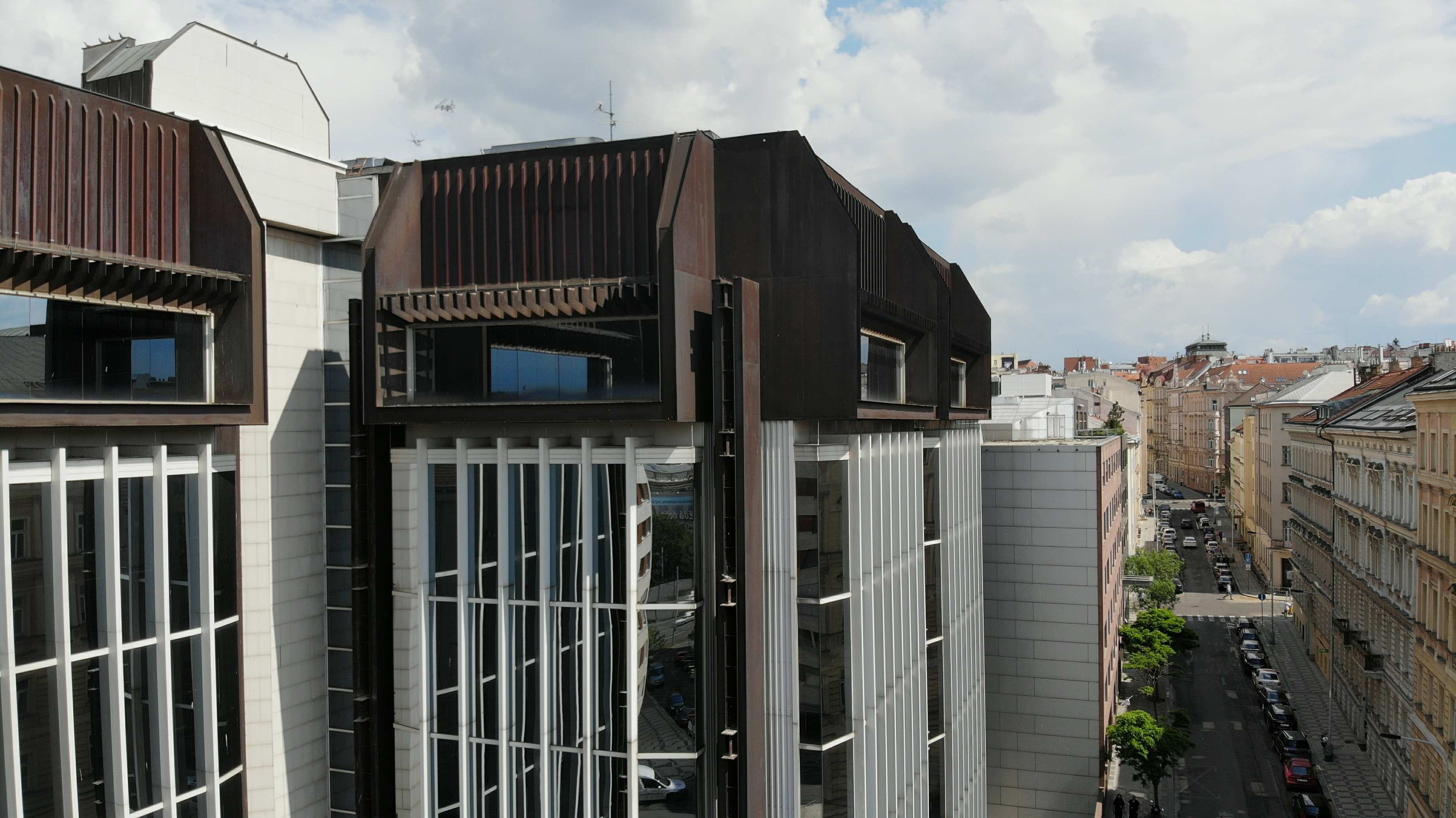
Partes superiores de edificios de gran altura de Transgas
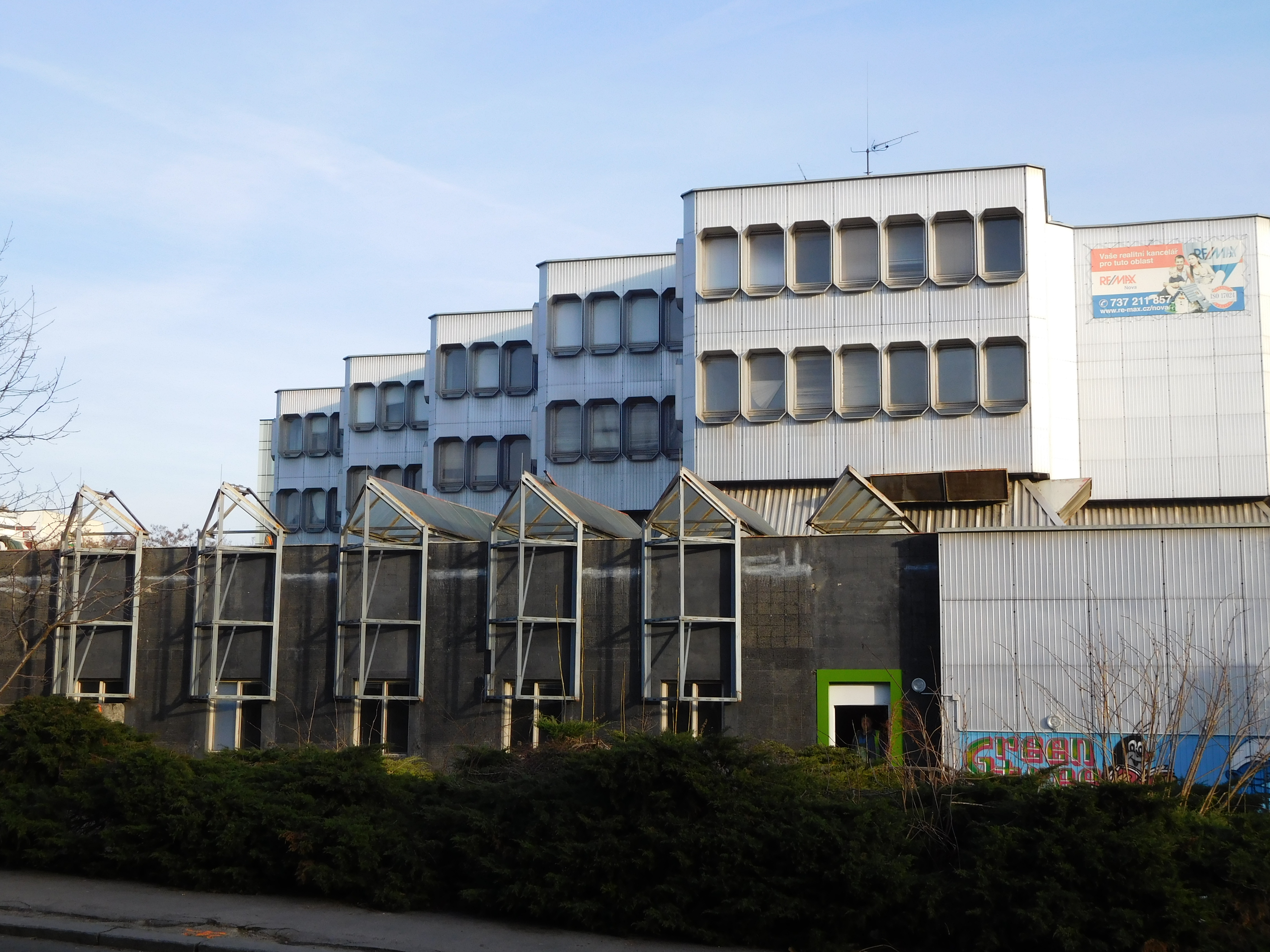
Intercambio telefónico automático en Dejvice
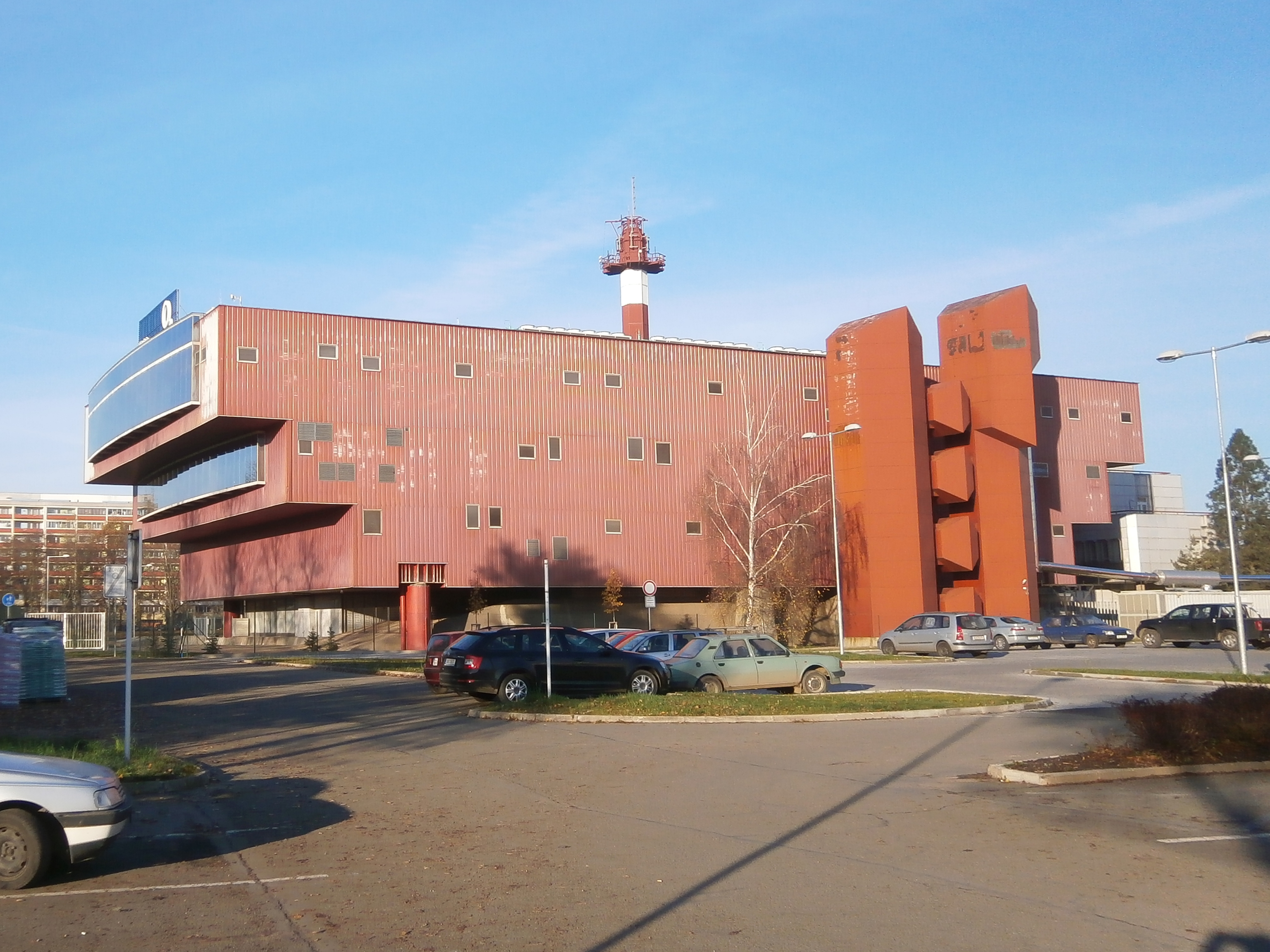
Intercambio telefónico de tránsito en Hradec Králové
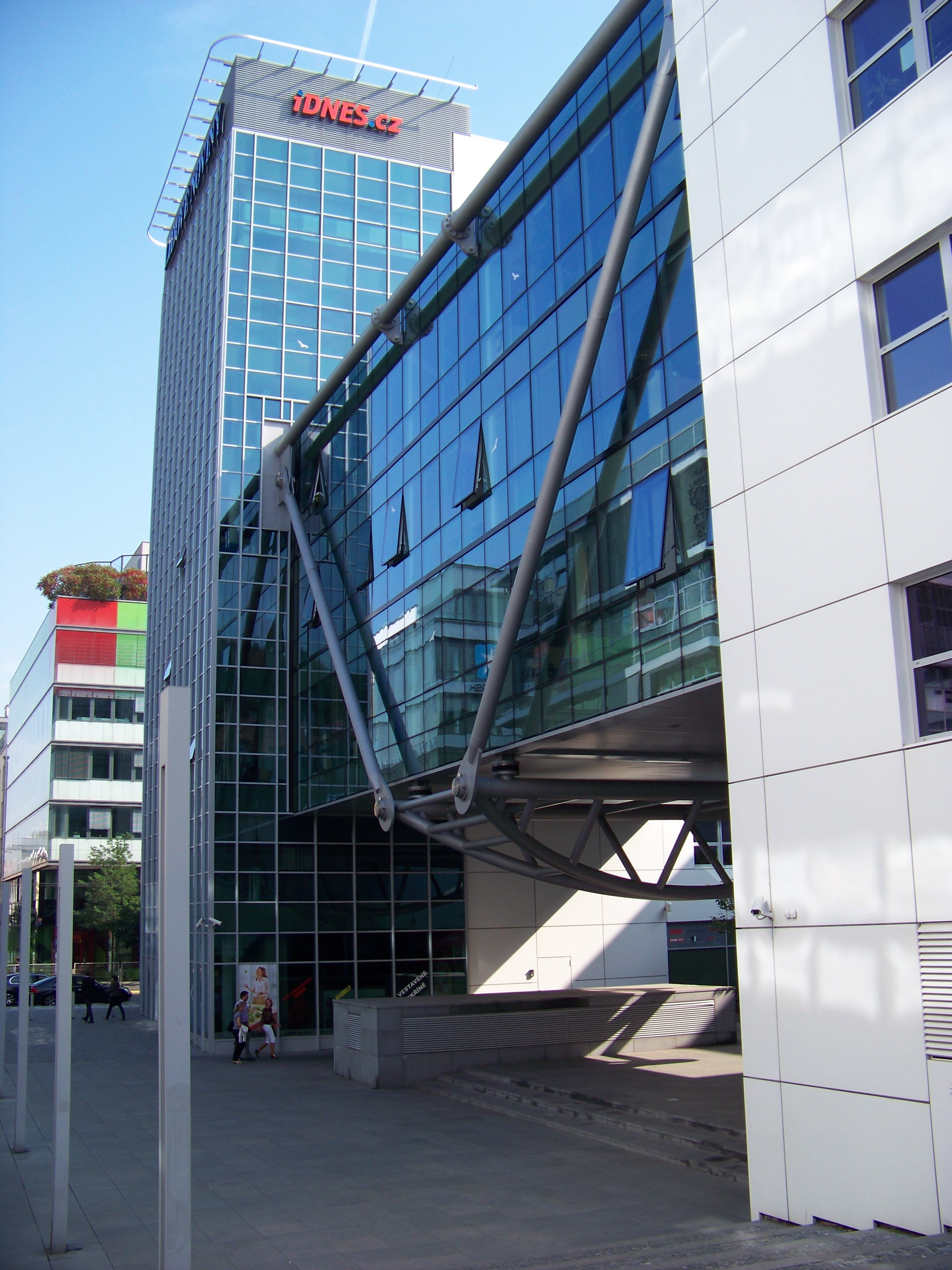
Anděl Media Centre
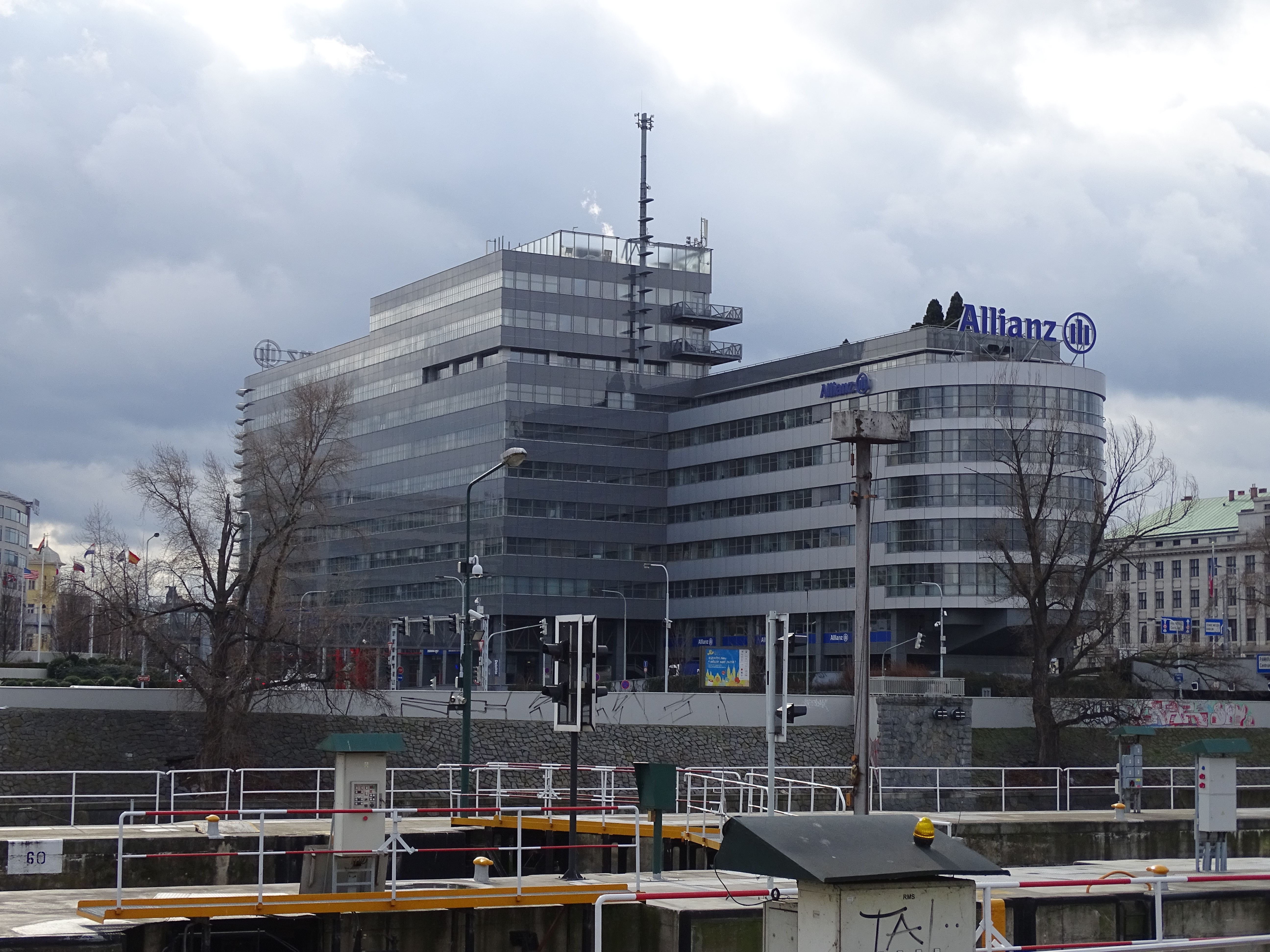
Diamond Point
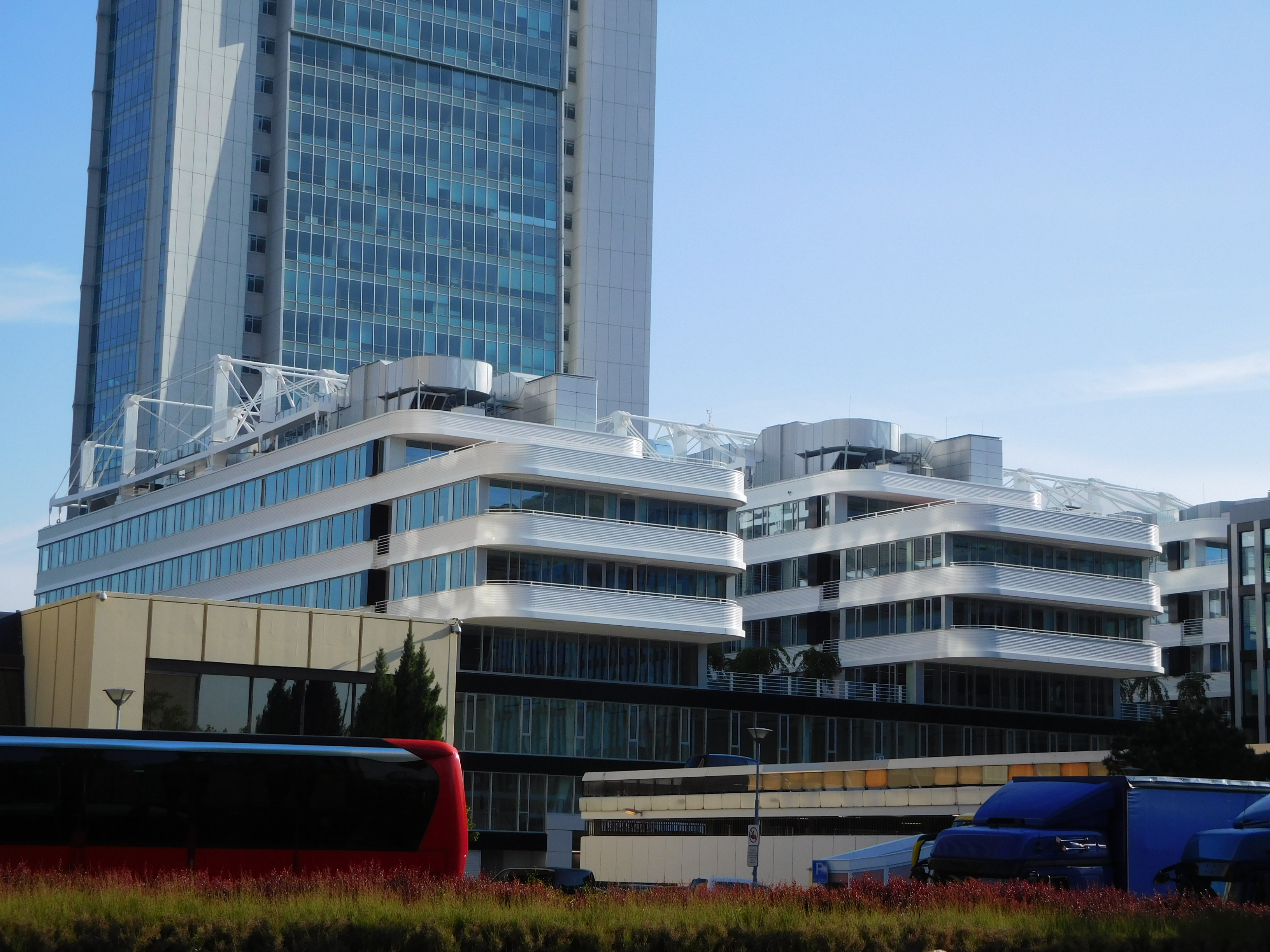
Trimaran
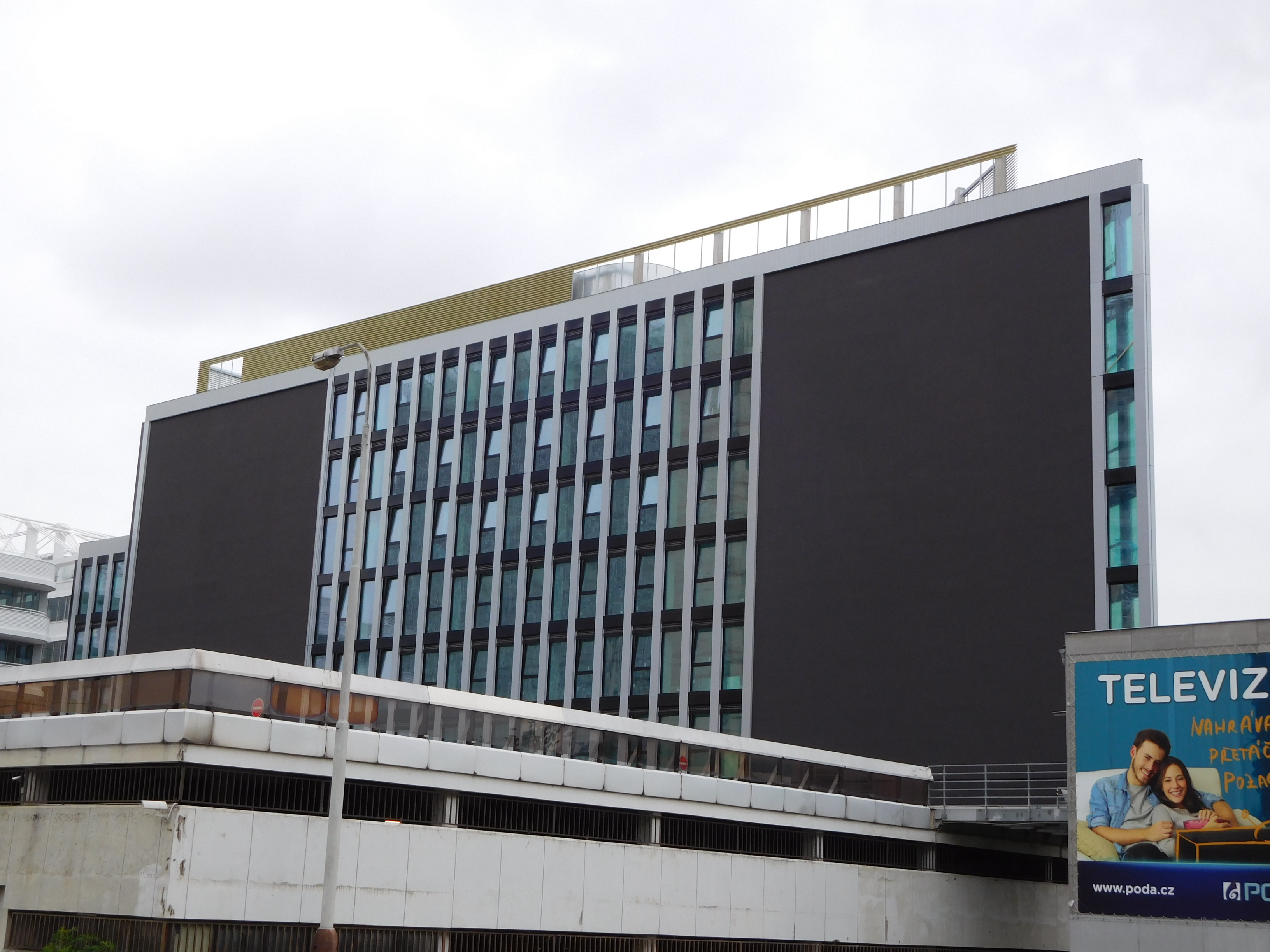
City Element